# Pre-additieve categorie
In de categorietheorie, een abstract deelgebied van de wiskunde, is een pre-additieve of additieve categorie een categorie, die met de monoïdale categorie van commutatieve groepen is verrijkt. Met andere woorden de categorie {\displaystyle C} is pre-additief als  iedere hom-vergelijking {\displaystyle {\text{Hom}}(A,B)} in {\displaystyle C} de structuur van een commutatieve groep heeft en de samenstelling van morfismen bilineair over de gehele getallen is.
Een pre-additieve categorie wordt ook wel een {\displaystyle Ab}-categorie genoemd. De notatie {\displaystyle Ab} staat voor de categorie van abelse groepen. 